# Vuorijärvi (sjö i Birkaland)
Vuorijärvi är en sjö i Finland. Den ligger i kommunen Ikalis i landskapet Birkaland, i den sydvästra delen av landet, 200 km norr om huvudstaden Helsingfors. Vuorijärvi ligger 129,5 meter över havet. I omgivningarna runt Vuorijärvi växer i huvudsak blandskog. Arean är 58,3 hektar och strandlinjen är 8,81 kilometer lång. Sjön  ingår i Kumo älvs huvudavrinningsområde. 